# Clasificación de juegos
La clasificación de juegos es una forma aproximada de clasificación taxonómica de los juegos, es decir, todas aquellas actividades lúdicas estructuradas y diferenciadas de los deportes. Existen muchos métodos diferentes para clasificar juegos.

## Teoría de juegos
La teoría de juegos clasifica los juegos de acuerdo con varios criterios: si un juego es simétrico o asimétrico, cuál es la "suma" de un juego (suma cero, suma constante, etc.), si un juego es un juego secuencial o un juego simultáneo, si un juego comprende información perfecta o información imperfecta, y si un juego está determinado.

“La agrupación de juegos en familias es una operación muy delicada que pocas veces resulta satisfactoria. El campo de las actividades lúdicas está vinculado a multitud de significados y su complejidad lleva a cada disciplina a estudiar una faceta particular, interesante para algunos juegos pero sin fundamento para otros. La evolución permanente de las estructuras de juego es un motivo adicional para clasificar los juegos según sus criterios fundamentales y no desde sus singularidades. Las características esenciales de los juegos se conocen desde los trabajos de Cardan y luego Leibniz. Sin embargo, esta es la teoría de juegos de John von Neumann que permitirá clasificar los juegos a partir de sus características básicas."
Michel Boutin

La teoría de juegos puede establecer modelos de apoyo a la decisión: el problema de un jugador es saber a partir de qué información debe jugar.

“Los jugadores se basan en una serie de parámetros: el análisis de la posición de los peones, los resultados de un generador de azar y las características esenciales de los juegos definidos por la teoría de John von Neumann, en particular el número de jugadores y el nivel de información sobre situaciones de juego al ejecutar un golpe ...
Según la teoría de juegos, el número de jugadores es una característica fundamental de la regla: los juegos de un solo jugador deben estar separados de aquellos con dos o más jugadores. Los juegos para un jugador difieren según el papel de la suerte. Cuando existe, el jugador juega contra un oponente ficticio cuyas elecciones están determinadas por el azar. Por otro lado, cuando la suerte no interviene, el jugador es el único que toma decisiones que conducen o no al resultado. El solitario, a menudo considerado un juego de peones debido a su presentación material, se encuentra en esta categoría. Los juegos para un solo jugador ponen al jugador frente a un problema matemático para resolver. "
Michel Boutin

## Criterios de clasificación

### Habilidad física
Ya en 1564, Jérôme Cardan había establecido la clasificación formal de juegos que luego retomó Gottfried Wilhelm Leibniz en 1704. Así, en el siglo XVI. Cardan ya había separado los juegos así: "juegos en los que interviene la habilidad física, como los juegos de pelota", y "juegos en los que interviene la habilidad, como en el ajedrez". Luego Leibniz habló de "juegos en los que entra el movimiento" y "juegos en los que sólo entran el número y la situación".

### Aspectos combinatorios (reflexión / razón)
La fórmula del "aspecto combinatorio" utilizada por Michel Boutin (ver más abajo) es muy adecuada para los "juegos de peones". Sin embargo, cubre un concepto que concierne a todos los juegos. Cuando el aspecto combinatorio (también llamado “razón”, “reflexión”, etc.) es el único componente que aparece en los juegos, hablamos de “juegos determinados” que son objeto de numerosos trabajos de investigación como los de Pierre Parlebas:

"Los "juegos decididos". Se trata de los juegos de Leibniz de la “razón pura” , la “habilidad” según la Enciclopedia o el “puro reflejo” confirmado por René de Possel en 1936 (pág. 86). Por un cálculo juicioso, el jugador informado tiene la certeza de poder ganar (o al menos no perder), se trata de una situación de combinatoria estricta, teóricamente controlable de forma total por el cálculo. En la práctica, este cálculo de estrategia da como resultado un algoritmo, es decir, una secuencia ordenada de operaciones finalizadas que conducen al resultado deseado. En esta hipótesis, la estrategia del jugador se vuelve equivalente a un programa y se puede poner en la máquina."
Pierre Parlebas

### Azar
El azar es toda circunstancia causada por un generador aleatorio, como puede ser un dado, una ruleta, una carta tomada de una baraja, etc.
Si el resultado de un sorteo aleatorio se revela antes del inicio del juego, o de cada ronda cuando el juego se juega en rondas sucesivas, no se puede hablar de azar. Por ejemplo, Ricochet Robots no es un juego de azar ya que el sorteo del objetivo se realiza al inicio de cada ronda y no durante el transcurso de ésta. O por ejemplo, un lanzamiento para determinar quién juega con las piezas blancas no convierte al ajedrez en un juego de azar.
Tampoco existe el azar cuando se está ante una decisión de un oponente que no se puede conocer cuando se elige una acción propia. La incertidumbre en la que se encuentra un jugador de Stupid Vulture o Maka Bana no se debe al azar sino a la incertidumbre de la decisión del oponente. Esta incertidumbre puede surgir de dos mecanismos distintos: o la decisión previa está oculta o las elecciones son simultáneas. Lo que parece ser azar es en realidad incertidumbre basada en información imperfecta.
Si el azar existe en el póquer, se debe a la distribución aleatoria de cartas y no a la incertidumbre a la que se enfrenta un jugador cuando se pregunta si su oponente está mintiendo o no.

### Información
Se dice que un juego es "información completa y perfecta" cuando todos los jugadores tienen la misma información en todo momento para tomar sus decisiones (motivación del jugador, posibilidades de elección del jugador y movimientos anteriores). Esta información a veces puede requerir memoria: por ejemplo, en ciertos juegos, todos los jugadores reciben inicialmente un paquete de cartas conocidas pero deben memorizar las cartas jugadas y por lo tanto las que quedan en la mano.
Por otro lado, un juego, donde los participantes determinan simultáneamente una acción, conduce a situaciones en las que la información es imperfecta: por ejemplo, realizar una jugada sin conocer las decisiones de los demás jugadores.
La noción de información completa, perfecta o no, es fundamental en el desarrollo de estrategias y juega un papel capital en el comportamiento de los jugadores: los entusiastas del póquer no tienen el mismo perfil que los ajedrecistas.

### Número de jugadores
La teoría de juegos distingue entre juegos para uno, dos o más jugadores. Los juegos de cero jugadores son considerados más como simulaciones realizadas por programas informáticos, que no entran en la categoría de juegos propiamente dicha.

## Clasificación por causas de incertidumbre

Causas de incertidumbre en un juego

Los juegos se pueden clasificar por la fuente de incertidumbre que enfrentan los jugadores:
- Probabilidad
- Combinatoria (la gran cantidad de secuencias de movimientos)
- Diferentes estados de información entre los jugadores (cada jugador conoce sólo sus propias cartas)

Con base en estas tres causas surgen tres clases de juegos:
- Juegos de azar
- Juegos combinatorios
- Juegos de farol y estrategia

## Clasificación de juegos multijugador que no implican habilidad física
Según el autor francés Michel Boutin, los juegos pueden clasificarse inicialmente entre aquellos que involucran habilidad física, y los que no. Dentro de estos últimos, según las causas de incertidumbre antes descritas, la clasificación propuesta es la siguiente:
| Líneas | Aspecto combinatorio | Azar | Información | Categorías |
| ------ | -------------------- | ---- | ----------- | ---------- |
| A      | SÍ                   | NO   | completa    | 01         |
| B      | SÍ                   | NO   | incompleta  | 02         |
| C      | SÍ                   | SÍ   | completa    | 03         |
| D      | SÍ                   | SÍ   | incompleta  | 04         |
| E      | NO                   | NO   | completa    | *          |
| F      | NO                   | NO   | incompleta  | *          |
| G      | NO                   | SÍ   | indiferente | 05         |
| H      | NO                   | SÍ   | indiferente | 05         |

“Las líneas A y B corresponden a juegos donde el azar no interviene, estos juegos determinados pueden o no ser información completa. Las líneas C y D corresponden a juegos mixtos donde el azar se asocia con el aspecto puramente combinatorio de determinados juegos. Las líneas E y F no son prácticas en el campo de los juegos. Las líneas G y H corresponden a juegos de pura suerte.

01 - Partidas determinadas con información completa (damas, ajedrez, go)
02 - Partidas determinadas con información incompleta (L'Attaque, batalla naval)
03 - Partidas mixtas con información completa (backgammon, Pachisi)
04 - Partidas mixtas con información incompleta (póquer, Rummy, mahjong)
05 - Juegos de pura suerte (juego de la oca, serpientes y escaleras, cara o cruz)

Esta clasificación, que tiene en cuenta el azar y los resultados de la teoría de juegos, permite establecer clases de juego perfectamente definidas según criterios objetivos. Siendo precisa la frontera que delimita cada clase, ahí encuentran su lugar todos los juegos no motores con más de un jugador."
Michel Boutin

## Clasificación de juegos multijugador que implican habilidad física
Se incluyen las cinco categorías anteriores. Cada uno de ellos se asocia luego con la habilidad física que juega un papel en el mecanismo del juego, puede ser habilidad, fuerza, velocidad, respiración, agudeza visual, etc.

### Ejemplos
11 - Juegos determinados con información completa
Aspectos: habilidad física, aspecto combinatorio, información completa
Ejemplos: Jenga
12 - Partidas determinadas con información incompleta
Aspectos: habilidad física, aspecto combinatorio
Ejemplos: Pavos y dragones
13 - Juegos mixtos con información completa
Aspectos: habilidad física, aspecto combinatorio, azar, información completa
Ejemplos: Operation, Twister, Jungle Speed
14 - Juegos mixtos con información incompleta
Aspectos: habilidad física, aspecto combinatorio, azar
Ejemplos: Squad Seven
15 - Juegos de pura suerte
Aspectos: habilidad física, azar, información completa o no
Ejemplos: probablemente ninguno. Juegos como Operation o Twister, donde la reflexión es muy baja, se basan sobre todo en la habilidad física. Por tanto, no es casualidad sólo lo que decide el ganador. Por ejemplo, en Twister, cuando se dice "pie izquierdo en el rojo", es el jugador el que decide en qué círculo rojo va a poner el pie, y si por qué lado pasará para llegar o para mantener el equilibrio.

## Otras clasificaciones de juegos
Numerosas clasificaciones de juegos desarrolladas por psicólogos, filósofos, coleccionistas, fabricantes, locutores, etc. no conducen a la definición de clases estancas. Sin embargo, la clasificación de Roger Caillois permite reflexionar sobre el lugar del juego en diferentes sociedades. En su obra Les jeux et les hommes, las actividades lúdicas se dividen en categorías según la importancia de la competencia, la suerte, la simulación y el vértigo en los juegos.
También existen clasificaciones educativas basadas en criterios que en ocasiones permiten organizar los juegos con gran pragmatismo. Este es el caso de la clasificación propuesta por François Haffner en su sitio sobre los juegos de mesa. Los juegos se presentan allí según dos criterios: "Tipo de juego/mecanismo" y "Tema del juego/decoración". Por ejemplo: Mediterráneo (Eurogames, 1996) es del tipo “economía empresarial” con el tema Egipto, Grecia, Mediterráneo, Roma, etc.

## Clasificación de juegos de educación física
Hay cuatro enfoques básicos para clasificar los juegos utilizados en educación física:
Categorías de juegosEste es un esquema de clasificación propuesto por Nicols, quien clasifica los juegos de acuerdo con tres categorías principales: los requisitos físicos del juego (es decir, lo que el juego requiere además de los jugadores: equipo, tamaño y naturaleza del campo de juego, etc.), la estructura del juego (es decir, número de jugadores, agrupaciones de jugadores, estrategias, etc.) y los requisitos personales del juego (es decir, lo que el juego requiere del jugador: habilidades motoras, niveles de condición física, aritmética, habilidades sociales, etc.) .
Juegos para comprenderSe trata de un esquema de clasificación propuesto por Werner y Almond que clasifica los juegos según sus estrategias. Divide los juegos en juegos de destino (por ejemplo, tiro con arco); juegos de red o de pared (por ejemplo, tenis); juegos de golpe y de campo (por ejemplo, cricket); y juegos de invasión (por ejemplo, fútbol).
Contenido básicoEste es un esquema de clasificación propuesto por Allison y Barrett que categoriza los juegos por su forma (es decir, si son juegos novedosos propuestos por el maestro o los niños, o si son juegos existentes que ya se juegan ampliamente), por las habilidades de movimiento que requieren, por los "conceptos de movimiento" y tácticas de juego que requieren, y por los resultados educativos del juego.
Juegos de desarrolloEste es un esquema de clasificación propuesto por Gallahue y Celand que clasifica los juegos en cuatro niveles de desarrollo, como parte de una estrategia educativa general de aplicar, reforzar e implementar el movimiento y las habilidades deportivas. Los niveles, en orden ascendente, son "nivel bajo", "complejo", "previo" y "deportes oficiales".

## Videojuegos
Existen varios métodos para clasificar los videojuegos.
Eric Solomon propone una clasificación de "sentido común, pero amplia" de los videojuegos, en simulaciones (el juego refleja la realidad), juegos abstractos (el juego en sí es el centro de interés) y deportes. Además de estos, señala que los juegos (en general, no solo los videojuegos) se clasifican según el número de jugadores. Los juegos con dos jugadores abarcan juegos de mesa como el ajedrez. Los juegos con varios jugadores abarcan juegos de cartas como el póquer y juegos familiares comercializados como Monopoly y Scrabble. Puzzles y Solitaire son juegos para un jugador. También incluye juegos para cero jugadores, como Game of Life de Conway, aunque reconociendo que otros argumentan que tales juegos no constituyen un juego, porque carecen de cualquier elemento de competencia. Afirma que estos juegos de cero jugadores son, no obstante, juegos porque se utilizan de forma recreativa.
Otro método, desarrollado por Wright[cita requerida], divide los juegos en las siguientes categorías: educativos o informativos, deportivos, sensoriomotores (por ejemplo, juegos de acción, juegos de lucha y disparos, y simuladores de conducción y carreras), otros vehículos simuladores (no cubiertos por conducción y carreras), juegos de estrategia (por ejemplo, juegos de aventuras, juegos de guerra, simulaciones estratégicas, juegos de rol y rompecabezas) y "otros".
Un tercer método, desarrollado por Funk y Buchman,[cita requerida] y refinado por otros, clasifica los juegos electrónicos en seis categorías: entretenimiento general (sin peleas ni destrucción), educativo (aprendizaje o resolución de problemas), violencia de fantasía (personajes de dibujos animados que deben pelear o destruir cosas, y arriesgarse a ser asesinado, para lograr un objetivo), violencia humana (como violencia de fantasía, pero con personajes humanos en lugar de dibujos animados), deportes no violentos (sin peleas ni destrucción) y violencia deportiva (peleas o destrucción involucrado).